# Isabelle Fuhrman
Isabelle Fuhrman (25 de febrero de 1997), es una actriz, modelo, escritora y productora estadounidense, conocida por sus papeles de Esther en la película de terror psicológico de 2009 La huérfana y su respectiva precuela, y Clove en Los juegos del hambre de 2012.

## Primeros años
Isabelle Fuhrman nació el 25 de febrero de 1997 en Washington D. C., hija de Elina Fuhrman (de soltera Kozmits), periodista rusa-estadounidense, autora, activista del bienestar y fundadora de la empresa de sopas veganas Soupelina, y de Nick Fuhrman, excandidato a las primarias políticas de Wisconsin (Cámara de Representantes) y consultor empresarial. Tiene una hermana mayor, Madeline (nacida el 21 de agosto de 1993), que se dedica a la música. 
Se mudó con su familia a Atlanta, Georgia, en 1999 cuando su madre se unió a CNN. Para la escuela secundaria, asistió a Buckley School, una escuela privada en Sherman Oaks, California. Fuhrman también asistió a la Real Academia de Arte Dramático, en el Reino Unido, y asistió brevemente a The Westminster Schools en Atlanta. Fuhrman se graduó de la escuela secundaria en línea de la Universidad de Stanford en 2015.

## Carrera
La carrera de actriz de Fuhrman comenzó a la edad de siete años, cuando un director de casting de Cartoon Network la vio esperando a su hermana mayor Madeline y la eligió para uno de los programas de la cadena, Cartoon Fridays. Fuhrman hizo su debut en la pantalla grande pocos años después en el drama de 2007 Hounddog. En el mismo año, Fuhrman fue elegida para protagonizar la película La huérfana, junto a Vera Farmiga y Peter Sarsgaard. Fue seleccionada para esta película después de una exhaustiva búsqueda nacional de actrices jóvenes para interpretar el papel principal en la colaboración de Warner Bros. entre Appian Way de Leonardo DiCaprio y Dark Castle Entertainment de Joel Silver. 
Otros créditos de Fuhrman incluyen el papel de Grace O'Neil en el episodio piloto de la serie de televisión Justice, de 2006, y varios comerciales nacionales de marcas como Pizza Hut y K-Mart. Su interpretación de Gretchen Dennis (también conocida como Girl Ghost) junto a Jennifer Love Hewitt en un episodio de 2008 de Ghost Whisperer le valió una nominación al premio Young Artist. Fuhrman también apareció en parodias de comedia en The Tonight Show con Jay Leno. 
En 2011, Fuhrman interpretó a Angie Vanderveer en la comedia negra Salvation Boulevard (basada en la novela de Larry Beinhart), con un elenco que incluía a Pierce Brosnan y Marisa Tomei, y que se estrenó en el Festival de Cine de Sundance. También en 2012, Fuhrman prestó su voz a la asesina genéticamente mejorada Victoria en Hitman: Absolution.
En 2012, Fuhrman interpretó a Clove, una tributo que intenta matar al personaje principal, Katniss, en la película Los juegos del hambre. Originalmente, hizo una audición para interpretar a Katniss Everdeen, pero fue considerada demasiado joven para interpretar el papel, ya que tenía 14 años en ese momento. La llamaron para que hiciera una audición para Clove y consiguió el papel con éxito. El 15 de mayo de 2012, se anunció que Fuhrman protagonizaría la nueva versión del clásico de terror de 1977 Suspiria, sin embargo, más tarde se anunció que la producción estaba estancada en problemas legales y que la película se retrasaría o cancelaría. Finalmente la película se estrenaría en 2018, con Dakota Johnson en el papel protagonista.
El 24 de mayo de 2013, Fuhrman fue elegida como Max en la próxima película de Kevin Connolly, Dear Eleanor, programada para estrenarse en 2015. Al año siguiente, Fuhrman fue elegida para la película Cell, adaptación de una novela de Stephen King. 
En 2015, fue elegida para un papel recurrente importante en la serie dramática de Masters of Sex, interpretando a Tessa, la hija de Virginia Johnson (Lizzy Caplan). En el mismo año, Fuhrman también fue elegida para el papel principal en el drama independiente Hellbent.
En 2022, Fuhrman volvió a interpretar a Esther en Orphan: First Kill, precuela de La huérfana.

## Trabajo caritativo
La fundación benéfica Save the Kids se acercó a Fuhrman en 2010 para que fuera una celebridad defensora de su proyecto "Caps for Good". Ella y varios voluntarios de Save the Children han ayudado a tejer cientos de gorras para bebés en un esfuerzo por reducir la tasa de mortalidad de recién nacidos en países en desarrollo. Fuhrman forma parte del consejo asesor de la fundación Love & Art Kids, una organización sin fines de lucro con sede en Los Ángeles.

## Filmografía

### Televisión
| Año       | Título                            | Papel           | Notas                    |
| --------- | --------------------------------- | --------------- | ------------------------ |
| 2006      | Justice                           | Grace O'Neil    | 1 episodio               |
| 2007      | Ghost Whisperer                   | Gretchen Dennis | 1 episodio               |
| 2006-2009 | The Tonight Show                  | Ella misma      | 4 episodios              |
| 2009      | The Cleveland Show                | Niña            | Papel de voz; 1 episodio |
| 2011      | The Whole Truth                   | Lyric Byrne     | 1 episodio               |
| 2013      | Adventure Time                    | Shoko           | Papel de voz; 1 episodio |
| 2015-2016 | Masters of Sex                    | Tessa Johnson   | 15 episodios             |
| 2021      | Adventure Time: Distant Lands     | Shoko           | Papel de voz; 1 episodio |
| 2022      | Paltrocast with Darren Paltrowitz | Lauren          |                          |

### Cine
| Año  | Título                                          | Papel                | Notas                                     |
| ---- | ----------------------------------------------- | -------------------- | ----------------------------------------- |
| 2007 | Hounddog                                        | Grasshopper          | Protagonista                              |
| 2009 | La huérfana                                     | Esther Coleman       | Protagonista                              |
| 2009 | Los chicos del maíz                             |                      | Voces adicionales                         |
| 2010 | Las aventuras de Sammy: Un viaje extraordinario | Shelly               | Papel de voz; protagonista                |
| 2010 | Pleading Guilty                                 | Carrie               | Película para televisión                  |
| 2011 | Salvation Boulevard                             | Angie Vandermeer     | Protagonista                              |
| 2011 | La colina de las amapolas                       | Sora Matsuzaki       | Papel de voz; doblaje para Estados Unidos |
| 2012 | Los juegos del hambre                           | Clove                | Papel recurrente                          |
| 2013 | Don't Let Me Go                                 | Michelle             | Película para televisión                  |
| 2013 | After Earth                                     | Rayna                |                                           |
| 2014 | All the Wilderness                              | Valeria              | Película para televisión                  |
| 2014 | La reina de las nieves 2: El espejo encantado   | Alfida               | Papel de voz                              |
| 2016 | Cell                                            | Alice Waxman         | Protagonista                              |
| 2016 | Dear Eleanor                                    | Max                  | Protagonista                              |
| 2016 | One Night                                       | Bea                  | Protagonista                              |
| 2018 | Down a Dark Hall                                |                      | Protagonista                              |
| 2018 | Good Girls Get High                             | Morgan               | Protagonista                              |
| 2021 | The Novice                                      | Alex Dall            | Protagonista                              |
| 2021 | Escape Room: Tournament of Champions            | Claire               | Protagonista                              |
| 2022 | Orphan: First Kill                              | Esther/Leena Klammer | Protagonista                              |
| 2023 | Sheroes                                         | Ezra                 | Protagonista                              |
| 2024 | Horizon: An American Saga - Capítulo 1          | Diamond Kittredge    |                                           |
| 2024 | Horizon: An American Saga - Capítulo 2          | Diamond Kittredge    |                                           |